# Kuma albiventer
Kuma albiventer är en plattmaskart som först beskrevs av Ernst Marcus 1954.  Kuma albiventer ingår i släktet Kuma och familjen Haploposthiidae. Inga underarter finns listade i Catalogue of Life.